# 狼來了 (專輯)
《狼來了》是香港女歌手楊千嬅的首張個人粵語大碟，於1996年10月由華星唱片發行。這唱片一共收錄了11首歌，當中包括了《心魔》、《傷感真相》和《愛戀中也有自我》等。《三分鐘戀愛熱度》為其首支出道派台歌曲，而另一主打《狼來了》在當年深受年青人歡迎，為其首支登上四台流行榜的歌曲，並順利打入各流行榜的十甲位置。另外，此曲也啟發了楊千嬅在2006年出道十周年推出的《Unlimited》裡的《郎來了》的歌名。《狼來了》共售得金唱片的銷量。
有傳當年香港女歌手鄭秀文離開華星唱片前，唱片公司已為她做好了一些歌。但她突然轉會，華星便把歌曲交給當年唯一的女歌手楊千嬅主唱，結果輯成了這張唱片《狼來了》。而點題作品《狼來了》更原是樂壇巨星梅艷芳的歌曲，後來輾轉到楊千嬅手上。而楊千嬅於首兩張個人專輯均有收錄其親自作曲的作品。

## 曲目列表
| 曲序     | 曲目                    |          | 作曲       | 编曲       | 製作人      | 时长  |
| -------- | ----------------------- | -------- | ---------- | ---------- | ----------- | ----- |
| 1.       | 心魔                    | 許少榮   | 譚展輝     | 劉永堅     | 周禮茂      | 4:02  |
| 2.       | 狼來了（Piano Version） | 馮正     | 馮正       | 孫偉明     | 谷中仁      | 4:09  |
| 3.       | 傷感真相                | 張美賢   | 楊千嬅     | 黃丹儀     | 周禮茂      | 4:25  |
| 4.       | 陌生人                  | 林夕     | 譚展輝     | 谷中仁     | 周禮茂      | 3:57  |
| 5.       | 燭光夜                  | 林振強   | C. Y. Kong | C. Y. Kong | Alvin Leong | 4:33  |
| 6.       | 三分鐘戀愛熱度          | 周禮茂   | C. Y. Kong | C. Y. Kong | Alvin Leong | 3:50  |
| 7.       | 愛戀中也有自我          | 李敏     | 黃偉年     | 黃偉年     | 周禮茂      | 3:47  |
| 8.       | 認錯人                  | 黃偉文   | 陳光榮     | 陳光榮     | 周禮茂      | 3:07  |
| 9.       | 爭執                    | 陳少琪   | 倫永亮     | 倫永亮     | Alvin Leong | 4:26  |
| 10.      | 我錯過了甚麼            | 林夕     | 陳輝陽     | 陳輝陽     | Alvin Leong | 3:26  |
| 11.      | 狼來了（Band Version）  | 馮正     | 馮正       | Alex San   | Alvin Leong | 3:59  |
| 总时长： | 总时长：                | 总时长： | 总时长：   | 总时长：   | 总时长：    | 43:40 |